# George Swindin
George Hedley Swindin (ur. 4 grudnia 1914, zm. 26 października 2005) – angielski piłkarz i trener. Występował na pozycji bramkarza.